# Koordinatareaformeln
Koordinatareaformeln används för att beräkna arean av en polygon vars hörn har kända koordinater. Formeln skapades av matematikern Carl Friedrich Gauss som bland annat ägnade sig åt lantmäteri.
Arean erhålls som
{\displaystyle T={\frac {1}{2}}{\Big |}\sum _{i=1}^{n}x_{i}(y_{i+1}-y_{i-1}){\Big |}={\frac {1}{2}}{\Big |}\sum _{i=1}^{n}y_{i}(x_{i+1}-x_{i-1}){\Big |}}

## Exempel
En femhörning beskrivs av tabellen
{\displaystyle {\begin{matrix}&x&y\\1&4&3\\2&11&5\\3&8&12\\4&5&9\\5&6&5\end{matrix}}}
En sluten area bildas genom att en linje dras mellan punkterna och tillbaka till första punkten. För att areans värde skall bli positivt, måste numreringen ske moturs.
Femhörningens area är
{\displaystyle T={\frac {1}{2}}{\Big |}4(5-5)+11(12-3)+8(9-5)+5(5-12)+6(3-9){\Big |}=30}